# Néa Iraklítsa
Néa Iraklítsa, en grec moderne : Νέα Ηρακλείτσα, Νέα Ηρακλίτσα, est un village du dème de Pangéo dans le district régional de Kavála en Macédoine-Orientale-et-Thrace en Grèce. La localité est située dans la partie occidentale du golfe de Kavála.
Selon le recensement de 2011, la population du village s'élève à 1 560 habitants.